# إل. سوزان براون
إل. سوزان براون هي كاتِبة كندية، ولدت في 1959 في كندا.